# Modernize.
『modernize.』（モダナイズ）は、perfect piano lessonの1枚目のアルバム。2006年11月11日、under_barより発売。

## 解説
バンドにとって初のアルバム。ジャケットイラストはボーカルの白根による。1stシングルとそのカップリング曲1曲を含む全10曲が収録されている。

## 収録曲
全作曲・編曲：perfect piano lesson
1. tauntin' - 3:40
ライブではほぼ必ず披露される、定番のナンバー。
2. two hundred and forty one mondays - 4:28
1stシングル表題曲。シングル版とアレンジが異なる。
3. counterclockwise - 3:10
4. stage in the shadow - 3:15
5. a british man swam across the river with his wine - 5:56
6. minor - 4:13
7. c.c.revival - 1:19
8. harvest on moon - 6:35
9. table disco - 4:41
1stシングルのカップリング。こちらもアレンジが多少変わっている。
10. telegnosis - 3:58